# Agapetes microphylla
Agapetes microphylla là một loài thực vật có hoa trong họ Thạch nam. Loài này được Jungh. mô tả khoa học đầu tiên năm 1845.